# Coulterella petersoni
Coulterella petersoni — вид грибів, що належить до монотипового роду Coulterella.